# Club Atlético Clodomira
El Club Atlético Clodomira es un club de fútbol de la ciudad de Clodomira, provincia de Santiago del Estero, Argentina. El fútbol masculino es su disciplina más destacada, aunque también posee otras disciplinas como el voley, ciclismo, basquet, boxeo, zumba, hockey y futsal. Está afiliado a la Liga Santiagueña de Fútbol.

## Historia

### Fundación
Fue fundado el 4 de marzo de 1918, en sus comienzos se denominaba como Club Atlético Nacional, entidad que fue fundada por un grupo de amigos, personas que soñaban con instaurar una institución deportiva y social en el interior de la provincia de Santiago del Estero.
La primera estadía en un certamen de la Asociación del Fútbol Argentino (AFA), se dio en el año 2011, luego de una gran campaña en el Torneo Anual 2010 de la Liga Santiagueña, Atlético Clodomira se clasificó al Torneo del Interior.

## Datos del club
Total de temporadas en AFA: 2
- Temporadas en primera división: 0
- Temporadas en segunda división: 0
- Temporadas en tercera división: 0
- Temporadas en cuarta división: 0
- Temporadas en quinta división: 2
  - Torneo Argentino C: 2 (2010, 2013)